# Athaumasie
Athaumasie (griech. Kompositum aus a-privativum und thaumazein: verwundern, staunen; deutsch: Abgeklärtheit, Gelassenheit) bezeichnet in der praktischen Philosophie v. a. der Antike die Eigenschaft eines Menschen, über nichts zu staunen oder sich zu wundern – insbesondere nicht über jene „Größen, des Lebens, durch die der Alltagsmensch sich imponieren und verblüffen läßt: seien es Götter- und Hadesfabeln, die ihm bange machen, seien es Reichtum, Ehre und Macht, die seine Gier und seinen Neid erregen“.

## Begriffsgeschichte
Zenon und Demokrit verstehen dies als Eigenschaft des Weisen. Diese zu erreichen soll auch Pythagoras schon als Ziel seines Nachdenkens angegeben haben. Das Staunen beruhe nur auf Unwissenheit und der Ungelöstheit von Denkproblemen. Wer aber qua philosophischem Begriff (logos) die Gründe und Ursachen kenne, lasse dies hinter sich. Auch Horaz macht sich dies zu eigen. Im Hintergrund steht eine allgemeine praktische Orientierung an der Gemütsruhe als Strebensziel. Bei Cicero ist der theoretische Anspruch geringer, es ist mit „nil admirari“ nur gemeint, sich durch kein Ereignis aus der Fassung bringen zu lassen.
Damit vertreten diese Theoretiker eine gegensätzliche Position insbesondere zu Platon. Dieser hatte das Staunen (gr. thaumazein, lat. admirari) als Anfang der Philosophie verstanden. Davon spricht auch noch Aristoteles. Im Epikureismus wird ein Zusammenhang von Staunen und Religion beschrieben. Auch Descartes erörtert die Verwunderung ausführlich.
Madame de Staël äußert sich zur Athaumasie: „tout comprendre c'est tout pardonner“ (alles Verstehen heißt, alles Entschuldigen, mithin: sich über nichts zu empören).